# Limnoria quadripunctata
El termita negra o gribble de cuatro puntos (Limnoria quadripunctata) es una especie de crustáceo isópodo marino de la familia Limnoriidae.

## Descripción
Las termitas marinas suelen medir 3 mm o menos de longitud, pudiendo llegar hasta los 4 mm. 
Anatómicamente, sigue el patrón corporal típico de los isópodos, con el cuerpo dividido en 3 regiones principales: céfalon, pereion y pleon. 
Por lo que respecta a los apéndices corporales: el pereion cuenta con 7 pares de patas locomotoras o pereiópodos; el pleon tiene 5 pares de apéndices aplanados (pleópodos) con función de natación/respiración y, por último, en el pleotélson (segmento terminal del pleon) se encuentran un par de urópodos. Los urópodos de especímenes del género Limnoria están divididos en un exopodo mucho más corto que el endopodo, siendo este último el único con una garra. 
La superficie dorsal del pleotélson tiene cuatro puntos formando un cuadrado, rasgo característico de la especie (origen del nombre de especie quadripunctata: “cuatro puntos”). Los puntos son visibles cuando se observa el télson con un haz de luz concentrado dirigido desde su lado, aunque se recomiendo escanear los especímenes bien limpiados con microscopía electrónica para identificarlos con más exactitud.

## Distribución
Se han encontrado individuos de L. quadripunctata en distintas localizaciones costeras del noroeste de Europa: el sudoeste de Irlanda (Lough Lyne), el sud del Reino Unido, el oeste de Francia y en Portugal. También se ha encontrado la especie en la costa oeste de Estados Unidos, estando aparentemente ausente en la costa este. Otras localidades en la que se han encontrado especímenes son: Chile, Nueva Zelanda, sud de Australia y Sud África. Su patrón de distribución indica que está limitado a aguas templadas.

## Hábitat
L. quadripunctata, como especie de limnórido perforador de madera, necesita ésta como substrato y, por lo tanto, se halla en estructuras de madera en aguas templadas.
Su hábitat original probablemente eran árboles caídos y ramas arrastradas al mar desde el río, pero a causa de la gran modificación de los ecosistemas templados costeros, la distribución actual de L. quadripunctata es limitada por la presencia de estructuras de madera.
Aparte de la temperatura del agua (solamente en aguas templadas), localmente, la salinidad del ambiente también supone un límite para la colonización, puesto que su tolerancia estaría limitada entre aguas salobres y agua marina. La temperatura del agua afecta la capacidad de perforación de la madera y la supervivencia del organismo, sobre todo por lo que respecta al desarrollo del huevo.

## Biología y ecología

### Nutrición
L.quadripunctata, al igual que otros limnóridos, tiene la particularidad de alimentarse de la madera donde habita. El sistema digestivo de estos animales les permite descomponer la matriz lignocelulósica de la madera en sus elementos fundamentales y finalmente en glucosa. Sin embargo, a diferencia de sus congéneres, L.quadripunctata se alimenta única y exclusivamente de madera, mientras que otras especies también son capaces de depredar a organismos presentes en el medio, obteniendo de esta manera compuestos nitrogenados fundamentales  que escasean en la madera.

### Fisiología
Muchos aspectos de la fisiología de este animal son todavía desconocidos para los científicos, ya que únicamente se han realizado estudios acerca de la tolerancia de estos animales a la temperatura y la salinidad ambiental. Sin embargo, si tuviésemos que destacar una característica fisiológica importante de estos animales, sería su gran capacidad para tolerar condiciones de muy baja concentración de oxígeno (entre 1,0 y 0,6 mg l-1), fundamental para animales que viven en madrigueras excavadas en la madera. Sin embargo, si las condiciones de hipoxia se prolongan o la concentración de oxígeno desciende por debajo de 3 mg l -1, estos animales podrían experimentar episodios de inanición o llegar a mostrar una disminución general en sus hábitos alimenticios.

### Biología reproductiva
La historia de vida de los limnóridos se ha estudiado más intensamente con otras especies, aunque ciertos aspectos de su ciclo vital se han estudiado con L. quadripunctata, tales como los efectos de la temperatura sobre la tasa de desarrollo de estos animales. 
Se sabe que la temperatura también puede afectar significativamente al tamaño de las crías, ya que L.quadripunctata tiene un tamaño máximo de crías de 17mm con una media de 9,5mm, que es una medida intermedia entre los tamaños de cría más grandes de las especies de aguas más frías y los tamaños de cría más pequeños de las especies tropicales. Al ser organismos bentónicos que habitan en un nicho que se destruye lentamente durante la alimentación, los limnóridos requieren un medio de dispersión para localizar nuevas fuentes de alimento. 
En Southampton Water, en la costa sur del Reino Unido, se ha demostrado que los juveniles y  machos jóvenes de L. quadripuncata migran buscando otras superficies de madera que poder colonizar y de este modo refugiarse, alimentarse y reproducirse. 
Los limnóridos adultos viven  comúnmente en parejas con la hembra en la cabecera de un túnel y el macho detrás. A pesar de que los adultos normalmente permanecen dentro de sus madrigueras, se ha descubierto (bajo condiciones experimentales determinadas) que son capaces de migrar entre galerías para poder encontrar nuevas parejas reproductivas. Los juveniles son retenidos en el interior de las madrigueras de sus progenitores antes de establecer sus propias madrigueras, que a menudo se ramifican desde la madriguera paterna. La duración del período de estos cuidados parentales puede verse afectada según aumenta  la densidad de población, siendo mayor cuando el número de individuos es relativamente pequeño.

## Dispersión e invasividad
L. quadripunctata es una especie con una capacidad invasiva elevada debido a que tiene un crecimiento rápido y un alto potencial reproductor, además de presentar una vida gregaria. Este isópodo también es fácil de transportar accidentalmente y es difícil de detectar y controlar.
L. quadripunctata está presente en los dos hemisferios, norte y sur, pero no en las aguas tropicales. Es por eso que se tiene la suposición que se produjo una invasión de uno de los dos hemisferios desde el otro en algún momento. En algunos estudios se sugiere que la presencia de L. quadripunctata en California, Sudáfrica y Europa podría ser debido a la utilización y posterior abandono de embarcaciones de vela de madera. Sin embargo, no se sabe exactamente el origen de esta especie.
Esta especie es capaz de dispersarse mediante tres maneras diferentes: 
- En primer lugar, por dispersión natural o no biótica, la cual se realiza a través de las corrientes de la zona intermareal en la que se encuentra esta especie. Este tipo de dispersión requiere también una aportación o suministro de madera para que se pueda establecer la población de L. quadripunctata.
- En segundo lugar, se mueve por dispersión vectorial o biótica, en la que la especie se dispersa ampliamente con troncos flotantes.
- Por último, tenemos la introducción accidental mediante cascos de los barcos de madera. Esta dispersión ya no es demasiado importante debido a que prácticamente ya casi no se utilizan embarcaciones de madera. Aun así, las poblaciones de L. quadripunctata que estaban en estos cascos se mantienen porque tienen disponibilidad de madera en la zona intermareal, como es el caso de los muelles.

Por lo tanto, los vectores de transmisión y transporte de L. quadripunctata son: la vegetación flotante, la cual permite una dispersión intermitente de adultos, tanto a larga como a corta distancia; los cascos de barcos de madera, que permiten el movimiento a cualquier distancia de grandes colonias de la especie.

## Impacto
L. quadripunctata tiene un impacto a nivel económico, ambiental y social. 
El impacto económico es negativo debido a la amenaza que genera esta especie para las estructuras donde habita, es decir, en las estructuras de madera de la zona intermareal. En Holanda, se tuvo que invertir 400.000£ destinados a la reparación de un muelle de madera que fue dañado gravemente por la actividad de L. quadripunctata.
A nivel social, esta especie también tiene un impacto negativo porque es necesario el mantenimiento de estas infraestructuras que se pueden ver afectadas, como muelles y puentes. Esto implica que, mientras hay la reparación o mantenimiento de estas, se pierden las capacidades y las actividades que permiten estas estructuras.
En cambio, el impacto ambiental que produce L. quadripunctata es positivo. Como es una especie que vive en la madera, su papel en el procesamiento de este material y la liberación de energía que se encuentra es muy importante. Además, también son importantes para la biodiversidad de pequeños invertebrados ya que su actividad dentro de la madera crea espacios para estos organismos. Relacionado con esto, L. quadripunctata presenta asociaciones con consumidores de madera como el crustáceo Chelura terebrans.